# Unter (carte à jouer)

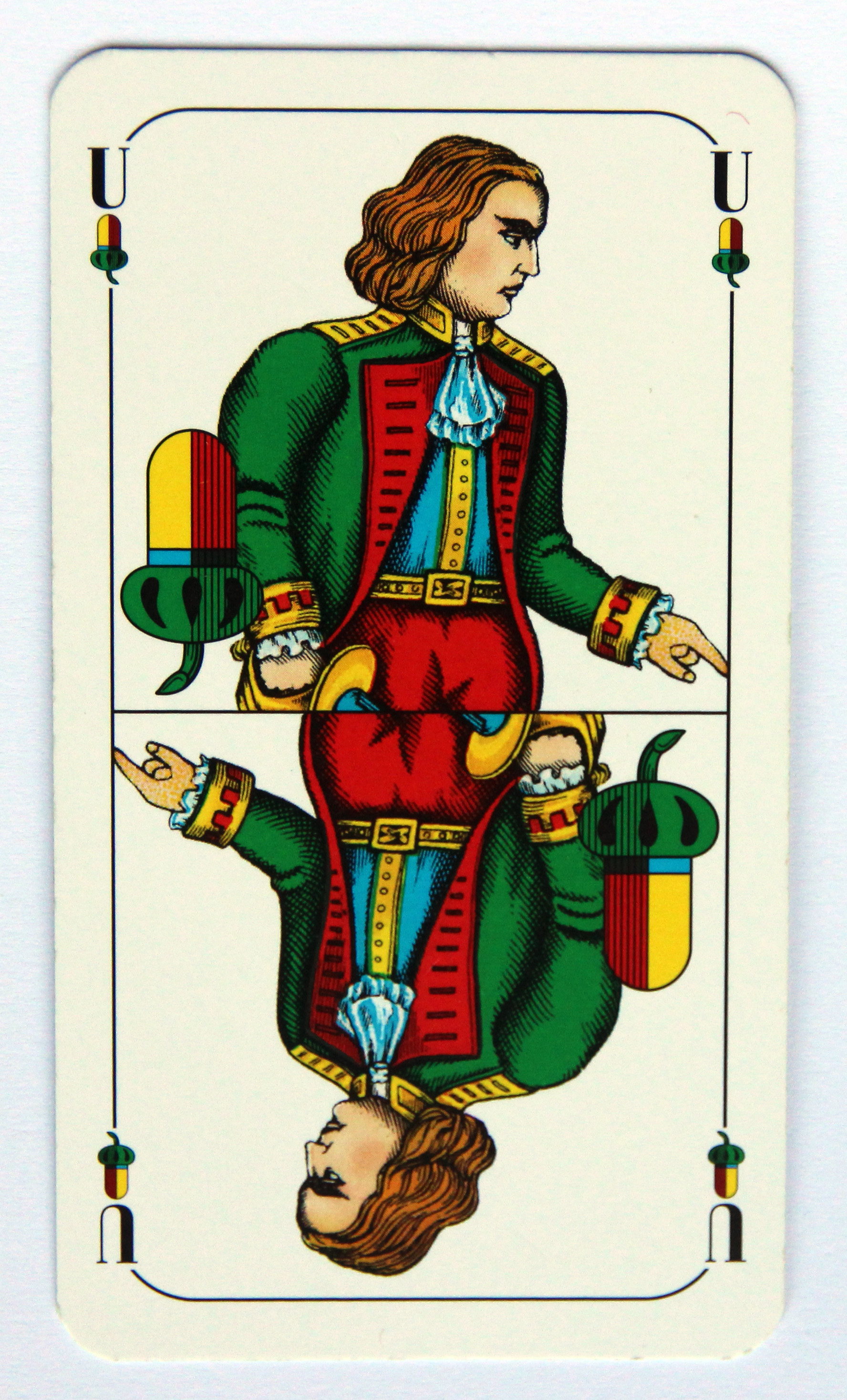
Un Unter de gland

L'Unter est une carte à jouer de certaines variétés de jeux de cartes allemands.

## Caractéristiques
L'Unter (littéralement « inférieur ») est une carte des jeux aux enseignes allemandes (cœur, feuille, gland, grelot), correspondant au valet dans les jeux aux enseignes françaises (cœur, carreau, trèfle, pique). Une figure, il précède l'Ober et succède au dix.
Les Unter sont utilisés par exemple pour le Skat, le Maumau (version allemande du 8 américain), le tarot bavarois (de) et le Schafkopf (de). Le Gaigel (de) et le Doppelkopf font usage de huit Unter.